# ليلى رشيدي
ليلي رشيدي (بالفارسية: لیلی رشیدی) (2 فبراير 1973) ممثلة إيرانية. ابنة الممثل الإيراني الشهير والمخرج السينمائي داود رشيدي بدأت التمثيل منذ طفولتها المبكرة.

## فيلموغرافيا
- شيرين 2008
- 2005 أعلى البرج [3]
- 2005 دار البارة

## روابط خارجية
- ليلى رشيدي على موقع IMDb (الإنجليزية)
- ليلى رشيدي على موقع قاعدة بيانات الفيلم (الإنجليزية)